# محسن أباد (برخوار المركزي)
محسن أباد (بالفارسية: محسن‌آباد) هي قرية تقع في إيران في قسم برخوار المرکزي الريفي. يقدر عدد سكانها بـ 3,074 نسمة .